# Idioma vestí
El vestí era una llengua oscoumbra parlada en l'àrea habitada pels antics vestins (a la vall de l'Aterno fins a la mar Adriàtica, als Abruços) en el mil·lenni I abans de la nostra era. N'hi ha tres inscripcions vestines en alfabet llatí datades d'entre els segles III i II ae.
El vestí està testificat només per dues inscripcions: la primera es va trobar el 1864 a Navelli, a la vall de l'Aterno. A causa de l'escassetat de vestigis no es pot afirmar pas si, malgrat ser una llengua sabèl·lica, és més propera a l'osc (com el marrucí i el peligne) o a l'umbre (com el volsc i el mars).

## Inscripcions
Inscripció I:
Tites Vetio duno didet Herclo Iovio. Brat data.
En llatí:
Titus Vetius donum dedit Herculi Iovi. Grate data.
En català:
Tit Veti va donar el do a Hèrcules i Júpiter. Gràcies donades.
Inscripció II:
Sacaracrix cibat Cerria licina saluta salaus.
En llatí: 
Sacerdos cibat Ceres licina salute salvi.
En català:
Sacerdot, alimenta a Ceres amb la seua licina, i que estiga sana i estàlvia.